# Jean-Louis Tassoul

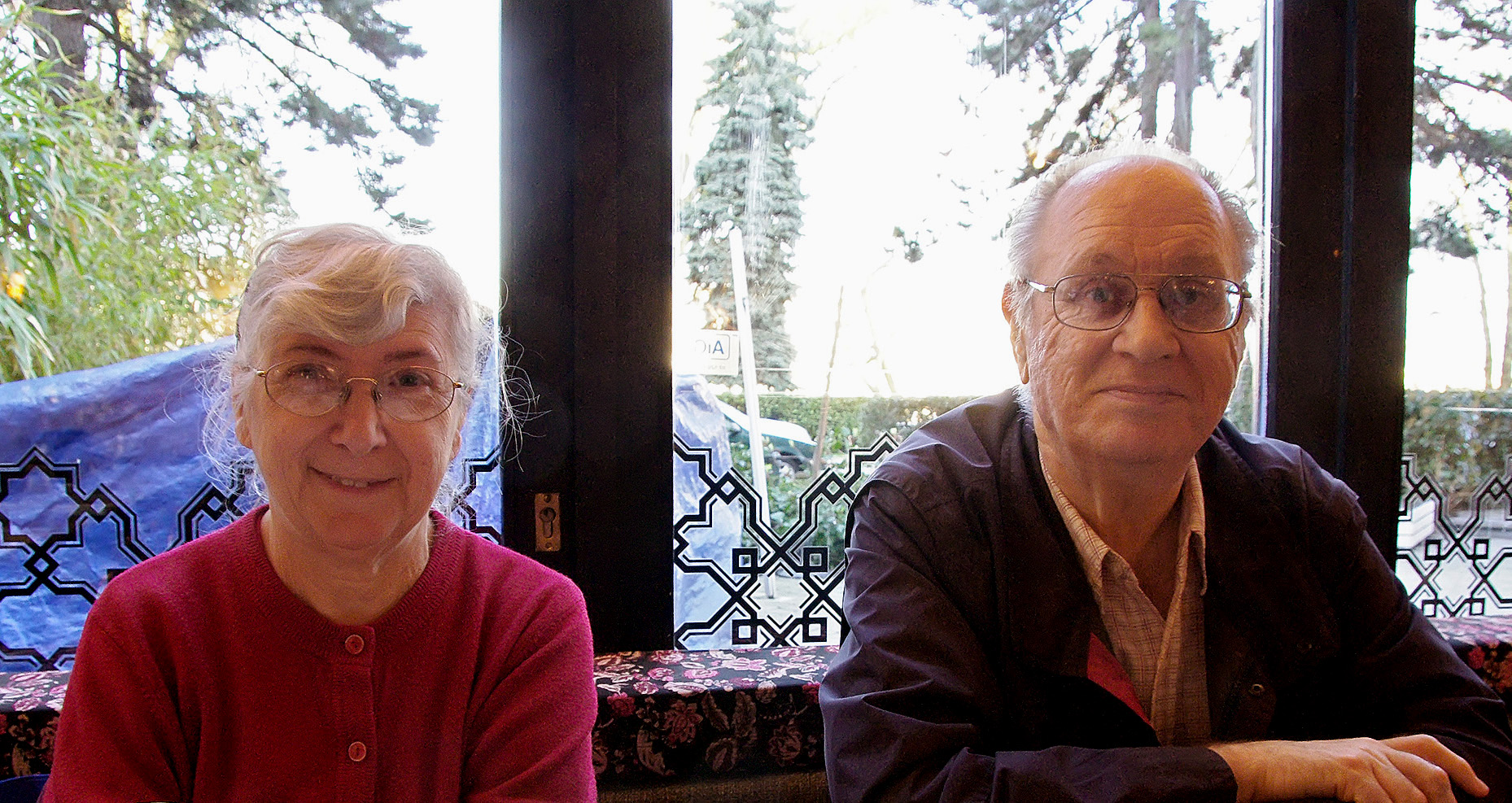
Monique et Jean-Louis Tassoul

Jean-Louis Tassoul, né le 1er novembre 1938 et mort le 21 janvier 2019, est un astrophysicien belge.

## Biographie
Né le 1er novembre 1938, il soutient sa thèse de doctorat à l'Université libre de Bruxelles en 1964. Après son service militaire au Service météorologique de la Force aérienne belge (1964-1965), il devient chercheur au Fonds national de la recherche scientifique (1965-1966). 
En 1966, il épouse Monique Cretin (1942-2017) qui travaille également en astrophysique théorique. Après avoir occupé divers postes post-doctoraux aux universités de Chicago (1966-67) et de Princeton (1967-68), il devient professeur au Département de Physique de l'Université de Montréal (1968-93). 
Il est nommé professeur honoraire en 1994, ce qui lui donne l'occasion de poursuivre ses recherches et de rédiger deux livres, dont un en collaboration avec son épouse Monique Tassoul (Ph.D. 1974, Montréal). Ils ont été résidents canadiens de 1968 à 2008. Ils résident depuis à Bruxelles. En 2001, Ils ont obtenu conjointement le prix Paul et Marie Stroobant de l'Académie royale des sciences, des lettres et des beaux-arts de Belgique. Si Jean-Louis Tassoul est surtout connu pour ses travaux sur la rotation des étoiles, ainsi que sur le synchronisme dans les étoiles doubles, Monique Tassoul doit sa notoriété, entre autres, à ses deux articles fondamentaux publiés en 1980 et 1990 sur les modes élevés d'oscillation du soleil et des étoiles.

## Publications
- Magnétodynamique des galaxies spirales, Annales de l'Observatoire royal de Belgique, 1962, vol. 9,1.
- Sur la stabilité gravitationnelle de quelques configurations cylindriques en magnétodynamique, thèse de doctorat, 1964.
- Theory of Rotating Stars, Princeton University Press, 1978, 521 p.
- The Effects of Rotation on Stellar Structure end Evolution, in L. A. Willson and R. Stalio éd., Angular Momentum and Mass Loss for Hot Stars, 1990, p. 7-32  (ISBN 978-94-010-7446-9), DOI 10.1007/978-94-009-2105-4_2.
- Stellar Rotation, Cambridge University Press, 2000, 274 p.
- Avec Monique Tassoul, A Concise History of Solar and Stellar Physics, Princeton University Press, 2004, 295 p.

Il a également publié de nombreux articles dans des revues à comité de lecture, la plupart en collaboration avec son épouse.